# غويلرمو أورتيغا رويز
غويلرمو أورتيغا رويز (بالإسبانية: Guillermo Ortega Ruiz)‏ هو صحفي مكسيكي، ولد في 15 فبراير 1955 في مدينة مكسيكو في المكسيك.